# Der Freischütz in Berlin
Der Freischütz in Berlin ist ein im Auftrag des Fernsehens der DDR hergestellter Spielfilm der DEFA von Klaus Gendries aus dem Jahr 1987. Er behandelt die Oper Der Freischütz des deutschen Komponisten Carl Maria von Weber.

## Handlung
Dresden, 1821. Carl Maria von Weber ist zum Königlichen Kapellmeister und Direktor der Deutschen Oper bestellt, um eine rein deutsche Oper zu etablieren. Weber selbst bevorzugt lediglich eine gleichberechtigte Rolle der deutschen Oper neben den Opern anderer Nationen. Gleichzeitig sorgt es für Unmut, dass der Italiener Gaspare Spontini mit Billigung von König Friedrich Wilhelm III. seine Oper Olimpie in Berlin aufführen will. Im Vorfeld seiner im Entstehen befindlichen Oper Der Freischütz hat Weber mit Intrigen zu kämpfen; gleichzeitig haben die herrschenden Schichten Angst vor den Freiheitsidealen der Oper.
Graf Brühl, Generalintendant der Preußischen Hoftheater, sieht eine Möglichkeit, ihn mit dem Freischütz als Kapellmeister in Berlin durchzusetzen. Zur gleichen Zeit arbeitet Baumeister Karl Friedrich Schinkel am Schauspielhaus in Berlin. Spontini beklagt, dass Graf Brühl durch den Bau des Schauspielhauses kein Geld mehr für die Aufführung seiner Olimpie übrig hat.
Während der Arbeit am Freischütz von ersten Tuberkuloseanfällen geschwächt, will Weber die Oper dennoch rechtzeitig fertigstellen. Trotz Graf Brühls Fürsprache lässt König Friedrich Wilhelm III. statt des Freischütz Johann Wolfgang von Goethes Iphigenie auf Tauris sowie Spontinis Olimpie aufführen.
Während Schinkel mit den Kulissenbauten für Spontinis Olimpie alle Hände voll zu tun hat, zeigt sich Weber unzufrieden mit Karl Wilhelm Gropius’ Entwürfen für den Freischütz. Während ihrer Vorbereitungen für den Freischütz beziehungsweise für die Olimpie kommt es zu einer ersten erfolgreichen Begegnung zwischen Weber und Spontini; Spontini verspricht, Weber in Paris zu empfehlen. Obwohl Weber deutlich weniger Proben durchführen darf als Spontini, lehnt er es ab, Kompromisse in seinen Ansprüchen einzugehen.
Trotz der Antipathie durch König Friedrich Wilhelm III. und das Spontini-Lager herrscht ein großer Andrang um die Eintrittskarten; die Uraufführung wird ein großer Erfolg. Doch auch nach dem Erfolg des Freischütz wird Weber eine Anstellung in Berlin verweigert.

## Produktion und Veröffentlichung
Der Freischütz in Berlin wurde auf ORWO-Color gedreht und hatte seine Erstausstrahlung am 7. Juni 1987 im 1. Programm des Fernsehens der DDR. Die Dramaturgie des Films lag in den Händen von Márta Rafael, das Szenarium wurde gemeinsam von Klaus Eidam erarbeitet.

## Kritiken
„Fürs DDR-Fernsehen produzierte, stimmungsvolle Künstlerbiografie: Einige Jahre aus dem Leben Carl Maria von Webers, des Komponisten der Oper ‚Der Freischütz‘. Szenen und Arien aus seinen Werken werden dramaturgisch geschickt in die Handlung eingeflochten.“

Für Angelika Rätzke von der Berliner Zeitung zeichnete sich der Regisseur Klaus Gendries durch eine Bildsprache aus, die von hoher Kultiviertheit zeugt. Besonderes Stilempfinden bewies er bei der Lichtgestaltung und bei der Wahl der romantischen Landschaftsbilder. Dazu gehörte auch die hochempfindsame Beobachtung durch den Kameramann.
Mimosa Künzel meinte in der Neuen Zeit, dass man sich schon in der Opernszene auskennen musste, wenn man sich zurechtfinden wollte. Es fehlte dem Film an Spannung und der von Weber angestrebten innigen Verbindung von Musik und Dichtung, trotz der schönen Einzelszenen blieb vieles im Plakativen stecken und wirkte statuarisch.